# 霍鍈
霍鍈（1580年—1632年），字中明，别號韵衢，山西大同府朔州馬邑縣民籍。明朝政治人物。

## 生平
霍鍈中萬曆三十一年（1603年）癸卯科山西鄉試舉人，四十四年（1616年）丙辰科进士，礼部觀政，初授任丘縣知縣，天啓二年行取考选，升江西道监察御史，三年巡视东城，四年出按甘肃。魏忠贤用事，以忤其意削職歸里，隐居洪涛山，自号洪涛山人。崇禎嗣位，起补廣東道御史。崇禎元年八月，提督北直隸學政，四年升順天府府丞，五年擢通政使司右通政，崇禎五年壬申（1632）卒于官，得年五十有三。

## 家族
祖父霍自新，教谕。父霍朝重，号南峰，有四子：録、钱、鑛、锳。
元配陆氏，四子：鍾芳、毓芳、瑶芳、漱芳。孙霍之琯，順治進士。

## 引用
1. ↑  《萬曆四十四年丙辰科進士履歷》：霍锳，韻衢，春秋一房，丙戌八月十四日生。馬邑县人，癸卯十，会一百四十七，三甲六十七名。礼部政，授任丘知县，壬戌行取考选，授江西道御史，癸亥巡视东城，甲子巡按甘肃，乙丑为民。戊辰起廣東道，北直提学，辛未升順天府丞，壬申升右通政，卒。
2. ↑  孙传庭撰《中宪大夫通政霍公墓志铭》